# Campionato europeo femminile di pallamano 2004
Il campionato europeo femminile di pallamano 2004 è stata la sesta edizione del massimo torneo di pallamano per squadre nazionali femminili, organizzato dalla European Handball Federation (EHF). Il torneo si è disputato dal 9 al 19 dicembre 2004 in Ungheria in cinque impianti e le finali si sono disputate a Budapest. Vi hanno preso parte sedici rappresentative nazionali. Il torneo è stato vinto per la seconda volta dalla Norvegia, che in finale ha sconfitto la Danimarca.

## Formato
Le sedici nazionali partecipanti sono state suddivise in quattro gironi da quattro squadre ciascuno. Le prime tre classificate accedevano alla seconda fase, dove sono state suddivise in due gironi da sei squadre ciascuno: ciascuna squadra portava nella seconda fase i punti conquistati contro le altre due qualificate del proprio girone e affrontava le altre tre squadre. Le prime due classificate accedevano alle semifinali, mentre terze e quarte partecipavano alle finali per i piazzamenti. Le prime tre classificate sono qualificate al campionato mondiale 2005.

## Impianti
Il torneo è stato disputato in cinque sedi in Ungheria.

## Qualificazioni
Le qualificazioni al campionato europeo si sono sviluppate su due fasi e vi hanno preso parte 24 squadre nazionali, eccetto l'Ungheria ammessa direttamente alla fase finale in qualità di Paese ospitante e le prime quattro classificate nell'edizione 2002 (Danimarca, Norvegia, Francia e Russia). Alla prima fase hanno preso parte 8 squadre nazionali, che sono state suddivise in due gironi da quattro squadre ciascuno e le prime tre classificate venivano ammesse alla seconda fase. Le 22 squadre partecipanti alla seconda fase si sono affrontate in play-off e le undici vincitrici venivano ammesse alla fase finale.

## Squadre partecipanti
| Pr. | Squadra             | Qualificata come                         | Precedenti partecipazioni        |
| --- | ------------------- | ---------------------------------------- | -------------------------------- |
| 1   | Ungheria            | Nazione organizzatrice della fase finale | 5 (1994, 1996, 1998, 2000, 2002) |
| 2   | Danimarca           | Detentrice del titolo                    | 5 (1994, 1996, 1998, 2000, 2002) |
| 3   | Norvegia            | Seconda al campionato europeo 2002       | 5 (1994, 1996, 1998, 2000, 2002) |
| 4   | Francia             | Terza al campionato europeo 2002         | 2 (2000, 2002)                   |
| 5   | Russia              | Quarta al campionato europeo 2002        | 5 (1994, 1996, 1998, 2000, 2002) |
| 6   | Croazia             | Vincente i play-off                      | 0                                |
| 7   | Germania            | Vincente i play-off                      | 5 (1994, 1996, 1998, 2000, 2002) |
| 8   | Austria             | Vincente i play-off                      | 5 (1994, 1996, 1998, 2000, 2002) |
| 9   | Spagna              | Vincente i play-off                      | 2 (1998, 2002)                   |
| 10  | Serbia e Montenegro | Vincente i play-off                      | 2 (2000, 2002)                   |
| 11  | Svezia              | Vincente i play-off                      | 3 (1994, 1996, 2002)             |
| 12  | Bielorussia         | Vincente i play-off                      | 2 (2000, 2002)                   |
| 13  | Slovenia            | Vincente i play-off                      | 1 (2002)                         |
| 14  | Ucraina             | Vincente i play-off                      | 5 (1994, 1996, 1998, 2000, 2002) |
| 15  | Rep. Ceca           | Vincente i play-off                      | 2 (1994, 2002)                   |
| 16  | Romania             | Vincente i play-off                      | 5 (1994, 1996, 1998, 2000, 2002) |

## Turno preliminare

### Gruppo A

#### Classifica finale
| Pos. | Squadra   | Pt | G | V | N | P | GF | GS | DR  |
| ---- | --------- | -- | - | - | - | - | -- | -- | --- |
| 1.   | Norvegia  | 6  | 3 | 3 | 0 | 0 | 83 | 71 | +12 |
| 2.   | Ucraina   | 4  | 3 | 2 | 0 | 1 | 77 | 74 | +3  |
| 3.   | Spagna    | 2  | 3 | 1 | 0 | 2 | 71 | 72 | -1  |
| 4.   | Rep. Ceca | 0  | 3 | 0 | 0 | 3 | 60 | 74 | -14 |

#### Risultati
| Debrecen 9 dicembre 2004, ore 17:00 UTC+1 | Rep. Ceca | 18 – 19 (12-6) referto | Spagna |  |

| Debrecen 9 dicembre 2004, ore 19:10 UTC+1 | Norvegia | 27 – 24 (15-12) referto | Ucraina |  |

| Debrecen 11 dicembre 2004, ore 17:00 UTC+1 | Ucraina | 25 – 20 (13-8) referto | Rep. Ceca |  |

| Debrecen 11 dicembre 2004, ore 19:10 UTC+1 | Spagna | 25 – 26 (11-14) referto | Norvegia |  |

| Debrecen 12 dicembre 2004, ore 17:00 UTC+1 | Ucraina | 28 – 27 (13-16) referto | Spagna |  |

| Debrecen 12 dicembre 2004, ore 19:10 UTC+1 | Norvegia | 30 – 22 (16-10) referto | Rep. Ceca |  |

### Gruppo B

#### Classifica finale
| Pos. | Squadra             | Pt | G | V | N | P | GF | GS  | DR  |
| ---- | ------------------- | -- | - | - | - | - | -- | --- | --- |
| 1.   | Slovenia            | 4  | 3 | 2 | 0 | 1 | 96 | 86  | +10 |
| 2.   | Russia              | 4  | 3 | 2 | 0 | 1 | 95 | 82  | +13 |
| 3.   | Serbia e Montenegro | 2  | 3 | 1 | 0 | 2 | 89 | 105 | -16 |
| 4.   | Croazia             | 2  | 3 | 1 | 0 | 2 | 82 | 89  | -7  |

#### Risultati
| Zalaegerszeg 9 dicembre 2004, ore 18:00 UTC+1 | Russia | 30 – 31 (13-17) referto | Slovenia |  |

| Zalaegerszeg 9 dicembre 2004, ore 20:00 UTC+1 | Serbia e Montenegro | 34 – 30 (17-16) referto | Croazia |  |

| Zalaegerszeg 11 dicembre 2004, ore 18:00 UTC+1 | Croazia | 22 – 26 (10-15) referto | Russia |  |

| Zalaegerszeg 11 dicembre 2004, ore 20:00 UTC+1 | Slovenia | 36 – 26 (17-9) referto | Serbia e Montenegro |  |

| Zalaegerszeg 12 dicembre 2004, ore 18:00 UTC+1 | Russia | 39 – 29 (18-13) referto | Serbia e Montenegro |  |

| Zalaegerszeg 12 dicembre 2004, ore 20:00 UTC+1 | Slovenia | 29 – 30 (16-17) referto | Croazia |  |

### Gruppo C

#### Classifica finale
| Pos. | Squadra   | Pt | G | V | N | P | GF | GS | DR  |
| ---- | --------- | -- | - | - | - | - | -- | -- | --- |
| 1.   | Danimarca | 4  | 3 | 2 | 0 | 1 | 75 | 70 | +5  |
| 2.   | Germania  | 4  | 3 | 2 | 0 | 1 | 75 | 73 | +2  |
| 3.   | Romania   | 4  | 3 | 2 | 0 | 1 | 81 | 75 | +6  |
| 4.   | Svezia    | 0  | 3 | 0 | 0 | 3 | 68 | 81 | -13 |

#### Risultati
| Békéscsaba 9 dicembre 2004, ore 18:00 UTC+1 | Romania | 32 – 25 (16-10) referto | Svezia |  |

| Békéscsaba 9 dicembre 2004, ore 20:15 UTC+1 | Danimarca | 27 – 24 (12-14) referto | Germania |  |

| Békéscsaba 10 dicembre 2004, ore 18:00 UTC+1 | Germania | 26 – 24 (12-14) referto | Romania |  |

| Békéscsaba 10 dicembre 2004, ore 20:15 UTC+1 | Svezia | 21 – 24 (9-11) referto | Danimarca |  |

| Békéscsaba 12 dicembre 2004, ore 18:15 UTC+1 | Danimarca | 24 – 25 (11-12) referto | Romania |  |

| Békéscsaba 12 dicembre 2004, ore 20:15 UTC+1 | Germania | 25 – 22 (10-11) referto | Svezia |  |

### Gruppo D

#### Classifica finale
| Pos. | Squadra     | Pt | G | V | N | P | GF | GS | DR  |
| ---- | ----------- | -- | - | - | - | - | -- | -- | --- |
| 1.   | Ungheria    | 6  | 3 | 3 | 0 | 0 | 98 | 74 | +24 |
| 2.   | Austria     | 4  | 3 | 2 | 0 | 1 | 91 | 84 | +7  |
| 3.   | Francia     | 2  | 3 | 1 | 0 | 2 | 81 | 95 | -14 |
| 4.   | Bielorussia | 0  | 3 | 0 | 0 | 3 | 70 | 87 | -17 |

#### Risultati
| Győr 9 dicembre 2004, ore 17:45 UTC+1 | Ungheria | 32 – 22 (17-7) referto | Bielorussia |  |

| Győr 9 dicembre 2004, ore 20:00 UTC+1 | Francia | 29 – 36 (11-17) referto | Austria |  |

| Győr 10 dicembre 2004, ore 17:45 UTC+1 | Austria | 29 – 34 (15-17) referto | Ungheria |  |

| Győr 10 dicembre 2004, ore 20:00 UTC+1 | Bielorussia | 27 – 29 (14-15) referto | Francia |  |

| Győr 12 dicembre 2004, ore 17:45 UTC+1 | Francia | 23 – 32 (12-14) referto | Ungheria |  |

| Győr 12 dicembre 2004, ore 19:00 UTC+1 | Austria | 26 – 21 (12-8) referto | Bielorussia |  |

## Turno principale

### Gruppo I

#### Classifica finale
| Pos. | Squadra             | Pt | G | V | N | P | GF  | GS  | DR  |
| ---- | ------------------- | -- | - | - | - | - | --- | --- | --- |
| 1.   | Norvegia            | 10 | 5 | 5 | 0 | 0 | 158 | 115 | +43 |
| 2.   | Russia              | 6  | 5 | 3 | 0 | 2 | 148 | 133 | +15 |
| 3.   | Ucraina             | 6  | 5 | 3 | 0 | 2 | 124 | 127 | -3  |
| 4.   | Spagna              | 4  | 5 | 2 | 0 | 3 | 138 | 138 | 0   |
| 5.   | Slovenia            | 4  | 5 | 2 | 0 | 3 | 135 | 151 | -16 |
| 6.   | Serbia e Montenegro | 0  | 5 | 0 | 0 | 5 | 131 | 170 | -39 |

#### Risultati
| Győr 14 dicembre 2004, ore 15:00 UTC+1 | Spagna | 32 – 29 (13-17) referto | Serbia e Montenegro |  |

| Győr 14 dicembre 2004, ore 17:00 UTC+1 | Ucraina | 24 – 22 (8-11) referto | Slovenia |  |

| Győr 14 dicembre 2004, ore 19:10 UTC+1 | Norvegia | 25 – 24 (10-9) referto | Russia |  |

| Győr 15 dicembre 2004, ore 15:00 UTC+1 | Ucraina | 24 – 28 (9-16) referto | Russia |  |

| Győr 15 dicembre 2004, ore 17:00 UTC+1 | Spagna | 30 – 28 (12-16) referto | Slovenia |  |

| Győr 15 dicembre 2004, ore 19:10 UTC+1 | Norvegia | 39 – 24 (20-15) referto | Serbia e Montenegro |  |

| Győr 16 dicembre 2004, ore 15:00 UTC+1 | Spagna | 24 – 27 (12-17) referto | Russia |  |

| Győr 16 dicembre 2004, ore 17:00 UTC+1 | Ucraina | 24 – 23 (15-9) referto | Serbia e Montenegro |  |

| Győr 16 dicembre 2004, ore 19:10 UTC+1 | Norvegia | 41 – 18 (16-8) referto | Slovenia |  |

### Gruppo II

#### Classifica finale
| Pos. | Squadra   | Pt | G | V | N | P | GF  | GS  | DR  |
| ---- | --------- | -- | - | - | - | - | --- | --- | --- |
| 1.   | Danimarca | 8  | 5 | 4 | 0 | 1 | 122 | 114 | +8  |
| 2.   | Ungheria  | 8  | 5 | 4 | 0 | 1 | 146 | 126 | +20 |
| 3.   | Germania  | 6  | 5 | 3 | 0 | 2 | 133 | 127 | +6  |
| 4.   | Romania   | 6  | 5 | 2 | 0 | 3 | 137 | 134 | +3  |
| 5.   | Austria   | 2  | 5 | 1 | 0 | 4 | 138 | 149 | -11 |
| 6.   | Francia   | 0  | 5 | 0 | 0 | 5 | 124 | 150 | -26 |

#### Risultati
| Debrecen 14 dicembre 2004, ore 15:45 UTC+1 | Romania | 31 – 25 (15-13) referto | Francia |  |

| Debrecen 14 dicembre 2004, ore 17:45 UTC+1 | Germania | 25 – 26 (13-10) referto | Ungheria |  |

| Debrecen 14 dicembre 2004, ore 19:45 UTC+1 | Danimarca | 25 – 22 (16-14) referto | Austria |  |

| Debrecen 15 dicembre 2004, ore 15:45 UTC+1 | Germania | 29 – 23 (13-13) referto | Austria |  |

| Debrecen 15 dicembre 2004, ore 17:45 UTC+1 | Romania | 25 – 31 (13-17) referto | Ungheria |  |

| Debrecen 15 dicembre 2004, ore 19:45 UTC+1 | Danimarca | 22 – 20 (10-12) referto | Francia |  |

| Debrecen 16 dicembre 2004, ore 15:45 UTC+1 | Germania | 29 – 27 (13-16) referto | Francia |  |

| Debrecen 16 dicembre 2004, ore 17:45 UTC+1 | Danimarca | 24 – 23 (8-14) referto | Ungheria |  |

| Debrecen 16 dicembre 2004, ore 19:45 UTC+1 | Romania | 32 – 28 (14-15) referto | Austria |  |

## Fase a eliminazione diretta

### Tabellone
|  | Semifinali | Semifinali | Semifinali |           |          | Finale          | Finale          | Finale          |  |
|  |            |            |            |           |          |                 |                 |                 |  |
|  | Ungheria   | Ungheria   | 29         |           |          |                 |                 |                 |  |
|  | Ungheria   | Ungheria   | 29         |           |          |                 |                 |                 |  |
|  | Norvegia   | Norvegia   | 44         |           |          |                 |                 |                 |  |
|  | Norvegia   | Norvegia   | 44         |           | Norvegia | Norvegia        | 27              |                 |  |
|  |            |            |            |           | Norvegia | Norvegia        | 27              |                 |  |
|  |            |            | Danimarca  | Danimarca | 25       |                 |                 |                 |  |
|  | Danimarca  | Danimarca  | Danimarca  | Danimarca | 25       | 31              |                 |                 |  |
|  | Danimarca  | Danimarca  |            |           |          | 31              |                 |                 |  |
|  | Russia     | Russia     | 27         |           |          | Finale 3º posto | Finale 3º posto | Finale 3º posto |  |
|  | Russia     | Russia     | 27         |           |          |                 |                 |                 |  |
|  |            |            |            |           |          |                 |                 |                 |  |
|  |            |            |            |           |          | Russia          | Russia          | 25              |  |
|  |            |            |            |           |          | Russia          | Russia          | 25              |  |
|  |            |            |            |           |          | Ungheria        | Ungheria        | 29              |  |

### Semifinali
| Budapest 18 dicembre 2004, ore 17:00 UTC+1 | Norvegia | 44 – 29 (21-16) referto | Ungheria | (8 000 spett.) |

| Budapest 18 dicembre 2004, ore 19:30 UTC+1 | Russia | 27 – 31 (11-11) referto | Danimarca | (3 000 spett.) |

### Finale 7º posto
| Budapest 18 dicembre 2004, ore 14:30 UTC+1 | Spagna | 28 – 37 (17-16) referto | Romania | (2 500 spett.) |

### Finale 5º posto
| Budapest 19 dicembre 2004, ore 12:30 UTC+1 | Ucraina | 24 – 25 (d.t.s.) (8-8; 22-22) referto | Germania | (3 000 spett.) |

### Finale 3º posto
| Budapest 19 dicembre 2004, ore 15:00 UTC+1 | Ungheria | 29 – 25 (14-13) referto | Russia | (10 000 spett.) |

### Finale
| Budapest 19 dicembre 2004, ore 17:30 UTC+1 | Norvegia | 27 – 25 (11-11) referto | Danimarca | (10 000 spett.) |

## Classifica finale
| Pos.    | Nazione             |
| ------- | ------------------- |
| Oro     | Norvegia            |
| Argento | Danimarca           |
| Bronzo  | Ungheria            |
| 4       | Russia              |
| 5       | Germania            |
| 6       | Ucraina             |
| 7       | Romania             |
| 8       | Spagna              |
| 9       | Slovenia            |
| 10      | Austria             |
| 11      | Francia             |
| 12      | Serbia e Montenegro |
| 13      | Croazia             |
| 14      | Svezia              |
| 15      | Rep. Ceca           |
| 16      | Bielorussia         |

|  | Qualificata al campionato mondiale 2005 |

## Statistiche

### Classifica marcatrici
Fonte:.
| Pos. | Nome                    | Nazionale | Reti |
| ---- | ----------------------- | --------- | ---- |
| 1    | Bojana Radulovics       | Ungheria  | 72   |
| 2    | Tatjana Logwin          | Austria   | 63   |
| 3    | Elena Avadanii          | Romania   | 46   |
| 4    | Grit Jurack             | Germania  | 43   |
| 5    | Olena Reznir            | Ucraina   | 42   |
| 5    | Ljudmila Bodnieva       | Russia    | 42   |
| 7    | Ljudmila Postnova       | Russia    | 41   |
| 8    | Gro Hammerseng          | Norvegia  | 38   |
| 9    | Mette Sjøberg           | Danimarca | 37   |
| 10   | Leila Lejeune           | Francia   | 35   |
| 10   | Linn-Kristin Riegelhuth | Norvegia  | 35   |

## Premi individuali
Migliori 7 giocatrici del torneo.
| Ruolo               | Giocatrice        |
| ------------------- | ----------------- |
| Migliore giocatrice | Gro Hammerseng    |
| Portiere            | Karin Mortensen   |
| Ala sinistra        | Olena Radčenko    |
| Terzino sinistro    | Tatjana Logwin    |
| Centrale            | Gro Hammerseng    |
| Terzino destro      | Grit Jurack       |
| Ala destra          | Josephine Touray  |
| Pivot               | Ljudmila Bodnieva |